# Minna Keene

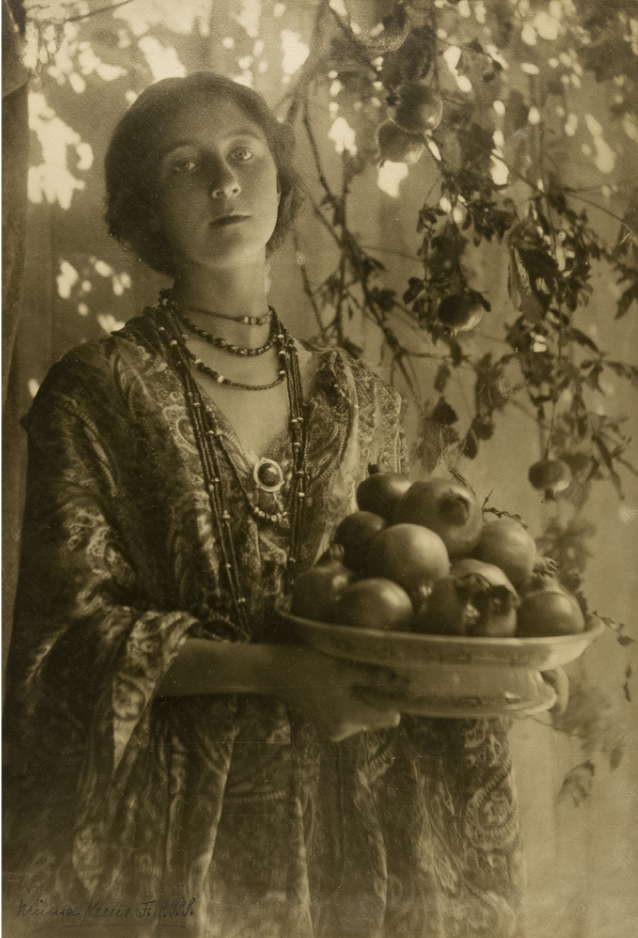
Pomegranates, uhlotisk, asi 1910

Minna Keene (rozená Bergmanová; 5. dubna 1861 Bad Arolsen – 5. listopadu 1943 Oakville) byla „úspěšná“ kanadská piktorialistická portrétní fotografka - samouk narozená v Německu. Minna Keene se narodila v roce 1861 v německém Arolsenu. Žila v Británii, Jižní Africe a Kanadě. Provdala se za Caleba Keena. Zemřela v Oakville v kanadském Ontariu, v roce 1943. Keene byla ranou členkou Linked Ring fotografické společnosti vytvořené s cílem ukázat, že fotografie byla stejně tak uměním jako vědou, a posunout fotografii dále do světa výtvarného umění. Byla také členkou London Salon of Photography a první ženou, která byla přijata jako členka Královské fotografické společnosti.

## Životopis
Minna Bergmann se narodila v Německu a v roce 1887 se v londýnské Chelsea provdala za Caleba Keena (* 1862). Caleb byl „dekoratérský učeň“ a bratr krajináře a uměleckého fotografa Elmera Ezry Keena (1853–1929). První zmínka o Minně ve fotografické literatuře se objevuje na konci 90. let 19. století, kdy přihlašovala svá díla (s jistým úspěchem) do soutěží v uměleckém časopise The Studio a do výběru regionálních fotografických společností, včetně Chelmsford Camera Club a Southsea Exhibition. Po emigraci do Kanady asi v roce 1913 byla pověřena fotografovat Skalisté hory (1914–1915). V roce 1920 otevřela studio v Torontu a v roce 1922 se přestěhovala do Oakville.
Navzdory inovacím a obohacování fotografie nebyly fotografky brány tak vážně jako jejich mužské protějšky. Minna Keene vyhrála řadu cen a založila studia v Jižní Africe a Kanadě. Když byla uvedena v článku v časopise Maclean v roce 1926, byla popisována jako „okouzlující hostitelka milující domov“. Její dcera Violet Keene byla také fotografka.

## Ocenění
- 1908: Členka Královské fotografické společnosti Velké Británie[4]

## Publikace s fotografiemi od Minny Keene
- Rediscovery: Canadian Women Photographers 1841–1941. (Znovuobjevení: Kanadské fotografky 1841–1941.) North London, Canada: London Regional Art Gallery, 1983. Autorka: Laura Jones. ISBN 978-0920872253. Včetně děl třinácti žen: Rossetta E. Carr, Clara Dennis, M. J. Dukelow, Millie Gamble, Mattie Gunterman, Elsie Hollway, Minna Keene, Hannah Maynardová, Annie G. McDougall, Geraldine Moodie, Gladys Reeves, Madge Smith, Edith S. Watson; katalog výstavy; brožovaný, 36 stran. Obsahuje 14 fotografií a stručné biografie 12 fotografek.[8]

- Královská fotografická společnost. Women by Women. Rohnert Park, CA: Pomegranate, 1996. S díly dvanácti žen: Anne Brigmanová, Pamela Booth, Eleanor Parke Custis, Gertrude Käsebierová, Madame d’Ora, Adelaide Hanscomová Leesonová, Minna Keene, Rosalinda Maingot, Gisela Markham-Szanto, Eveleen Myers, Hilda Stevenson, Dorothy Wilding; kalendářový formát; 24 stran.

## Výstavy
- 1910: Padesátá pátá výroční výstava Královské fotografické společnosti Velké Británie[9]
- 1911: Padesátá šestá výroční výstava Královské fotografické společnosti Velké Británie[10]

- 1913: Padesátá osmá výroční výstava Královské fotografické společnosti Velké Británie[11]
- 1983: Rediscovery: Canadian Women Photographers 1841-1941, London, Ontario, Kanada
- 2016: Painting with Light: Art and Photography from the Pre-Raphaelites to the Modern Age, Tate Britain, Londýn.[1][12][13]

## Sbírky
- Science and Society Picture Library, Science Museum Group, Londýn[14][15]
- Národní archiv, Kew, Londýn[16]